# Brian Blasi
Brian Rolando Blasi (Santa Fe, 8 febbraio 1996) è un calciatore argentino, difensore dell'Alvarado.

## Caratteristiche tecniche
È un difensore centrale.

## Carriera
Cresciuto nelle giovanili dell'Unión (SF), ha esordito in prima squadra il 21 maggio 2017 in occasione del match perso 1-0 contro l'Arsenal Sarandí.

## Statistiche

### Presenze e reti nei club
Statistiche aggiornate al 18 marzo 2018.
| Stagione        | Squadra         | Campionato      | Campionato | Campionato | Coppe nazionali | Coppe nazionali | Coppe nazionali | Coppe continentali | Coppe continentali | Coppe continentali | Altre coppe | Altre coppe | Altre coppe | Totale | Totale | Totale |
| Stagione        | Squadra         | Comp            | Pres       | Reti       | Comp            | Pres            | Reti            | Comp               | Pres               | Reti               | Comp        | Pres        | Reti        | Pres   | Reti   |        |
| --------------- | --------------- | --------------- | ---------- | ---------- | --------------- | --------------- | --------------- | ------------------ | ------------------ | ------------------ | ----------- | ----------- | ----------- | ------ | ------ | ------ |
| 2016-2017       | Unión (SF)      | PD              | 5          | 1          | CA              | 1               | 0               |                    | -                  | -                  |             | -           | -           | 6      | 1      |        |
| 2017-2018       | Unión (SF)      | PD              | 4          | 0          | CA              | 0               | 0               |                    | -                  | -                  |             | -           | -           | 4      | 0      |        |
| Totale carriera | Totale carriera | Totale carriera | 9          | 1          |                 | 1               | 0               |                    | -                  | -                  |             | -           | -           | 10     | 1      |        |